# Flugplatzzwang
Der Flugplatzzwang oder auch Flugplatzpflicht ist eine gesetzliche Regelung, die besagt, dass Luftfahrzeuge grundsätzlich nur auf zugewiesenen Flugplätzen starten und landen dürfen. Dies gilt auch für Luftfahrzeuge, die aufgrund ihrer Eigenschaften durchaus in der Lage wären, auch außerhalb von Flugplätzen sicher zu landen, wie z. B. Hubschrauber.
Nicht in jedem Staat gilt Flugplatzzwang. Während z. B. in Deutschland und der Schweiz Flugplatzzwang gilt, ist das in anderen Ländern nicht der Fall.
Über den Flugplatzzwang sollen vielfältige öffentliche und private Interessen mit dem Flugbetrieb in Ausgleich gebracht werden, insbesondere die Verfügungsrechte der Grundstückseigentümer, die Beteiligungsrechte der Anwohner, der Umwelt-, Natur-, Landschafts- und Lärmschutz, Sicherheitsbelange in Bezug auf das Luftfahrzeug und Dritte, die Ziele der Raumordnung und Landesplanung sowie die Staatssicherheit.
Landungen, die außerhalb von Flugplätzen stattfinden, bezeichnet man – unabhängig von eventuell geltenden gesetzlichen Flugplatzzwängen – als Außenlandung.

## Ausnahmen
Von der Regel des Flugplatzzwangs gibt es Ausnahmen wie Notlandungen, Sicherheitslandungen, im Vorfeld genehmigte Außenlandungen, Landungen zur Rettung von Personen, sowie weitere erlaubnisfreie Außenlandungen nach den jeweiligen nationalstaatlichen Vorschriften.

## Rechtslage

### Deutschland
Die Flugplatzpflicht bezeichnet in Deutschland die Pflicht vom verantwortlichen Luftfahrzeugführer, nur auf für sie vorgesehenen Geländen zu starten und zu landen. Von dieser Flugplatzpflicht sind in Deutschland nur außenlandende Segelflugzeuge und Ballone generell befreit. Die angeflogenen Flugplätze müssen ferner in Betrieb sein, das heißt, sie müssen im Flugfunk für den Piloten erreichbar sein und von einer Person, meist Flugleiter mit Flugfunkzeugnis, Funkgerät und einem Festnetz-Telefon besetzt sein. Sind diese Bedingungen nicht erfüllt, gilt der Flugplatz als geschlossen. Nach einer Landung auf einem geschlossenen Flugplatz muss für das Luftfahrzeug immer eine Wiederstartgenehmigung bei der zuständigen Luftfahrtbehörde eingeholt werden. Diese wird jedoch nach einer Sicherheitslandung im freien Feld nicht benötigt.
Der im deutschen Luftverkehrsrecht geltende Flugplatzzwang ergibt sich aus § 25 Abs. 1 Satz 1 in Verbindung mit den §§ 6 ff. Luftverkehrsgesetz (LuftVG). Demnach dürfen Luftfahrzeuge nur auf den für sie vorgesehenen und genehmigten Flugplätzen starten und landen. Der verantwortliche Luftfahrzeugführer muss sich also auch aus Bekanntmachungen wie dem Luftfahrthandbuch (AIP) informieren, ob der Flugplatz speziell für sein Luftfahrzeugmuster genehmigt ist. Ferner kann ein Abweichen von flugplatzbetrieblichen Regelungen (Start- und Landebahnen, Betriebsstunden, Betriebsbeschränkungszeiten) ein Verstoß gegen den Flugplatzzwang darstellen (§ 25 Abs. 1 Satz 3 LuftVG).
Ausnahmen vom Flugplatzzwang sind in § 25 Abs. 1 Satz 1 sowie Abs. 2 LuftVG abschließend geregelt.
Ein Verstoß gegen den Flugplatzzwang (unbefugte Außenlandung) kann als Ordnungswidrigkeit (§ 58 Abs. 1 Nr. 8a LuftVG) oder Straftat (§ 60 Abs. 1 Nr. 4 LuftVG) geahndet werden.
Spezielle deutsche Sonderregeln, wie die Öffnungszeiten von Flugplätzen und Wiederstartgenehmigungen sind immer wieder Anlass zur Kritik und zur Forderung nach Deregulierung.

### Verhältnis zum Europarecht
Regelungen zum Flugplatzzwang sind nicht vom Anwendungsbereich der europäischen Grundverordnung für die Zivilluftfahrt, Verordnung (EU) 2018/1139, umfasst. EASA-Mitgliedsstaaten sind deshalb frei, den Flugplatzzwang nationalstaatlich unterschiedlich zu regeln oder auch ganz darauf zu verzichten.

## Geschichte
Bis 1922 gab es in Deutschland keine Verpflichtung, auf einem Flughafen zu landen. Der verantwortliche Pilot konnte nach eigenen Ermessen den Start- und Landeplatz festlegen. Mit dem Luftverkehrsgesetz von 1922 wurde erstmals eine Flugplatzpflicht eingeführt. Jedoch konnte man noch außerhalb geschlossener Ortschaften auf nicht befriedeten Grundstücken und Wasserflächen landen.
Nach der Machtergreifung der Nationalsozialisten wurde die zivile Luftverkehrsverwaltung nach Aufbau des Reichsluftfahrtministerium neu geregelt und viele Regelungen für die Luftfahrt verschärft. Mit Änderung des Luftverkehrsgesetz im Jahre 1935 wurde der Flugplatzzwang eingeführt. Starten und Landen außerhalb von Flugplätzen, die Außenlandung, wurde auf Notfälle beschränkt und ansonsten unter Strafe gestellt. Die neu eingeführte Luftaufsichtswache, das Hauptflugbuch und der Flugplatzzwang sollten eine lückenlose Überwachung auch kleinster Flugplätze sicherstellen, um eine Reichsflucht mit dem Flugzeug, insbesondere jüdischer Bürger unter Umgehung der Reichsfluchtsteuer, zu verhindern.
In der Bundesrepublik Deutschland wurde nach Wiedererlangung der Lufthoheit viele Regelungen der Luftfahrt aus dem Dritten Reich direkt übernommen, darunter Hauptflugbuch und Flugplatzzwang.